# Bellegarde-du-Razès
Bellegarde-du-Razès – miejscowość i gmina we Francji, w regionie Oksytania, w departamencie Aude.
Według danych na rok 1990 gminę zamieszkiwały 183 osoby, a gęstość zaludnienia wynosiła 29 osób/km² (wśród 1545 gmin Langwedocji-Roussillon Bellegarde-du-Razès plasuje się na 725. miejscu pod względem liczby ludności, natomiast pod względem powierzchni na miejscu 945.).